# Buhi
Buhi (Bayan ng Buhi) är en kommun i Filippinerna. Kommunen ligger på ön Luzon, och tillhör provinsen Camarines Sur. Folkmängden uppgår till 77 143 invånare (folkräkning 2015).

## Bildgalleri

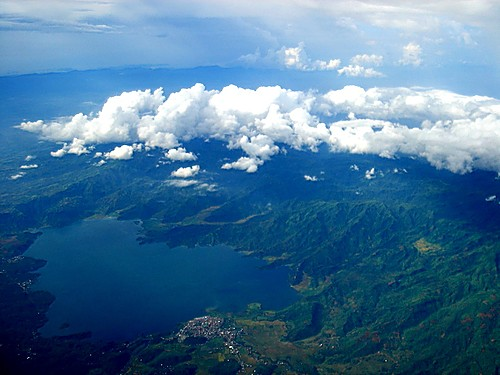
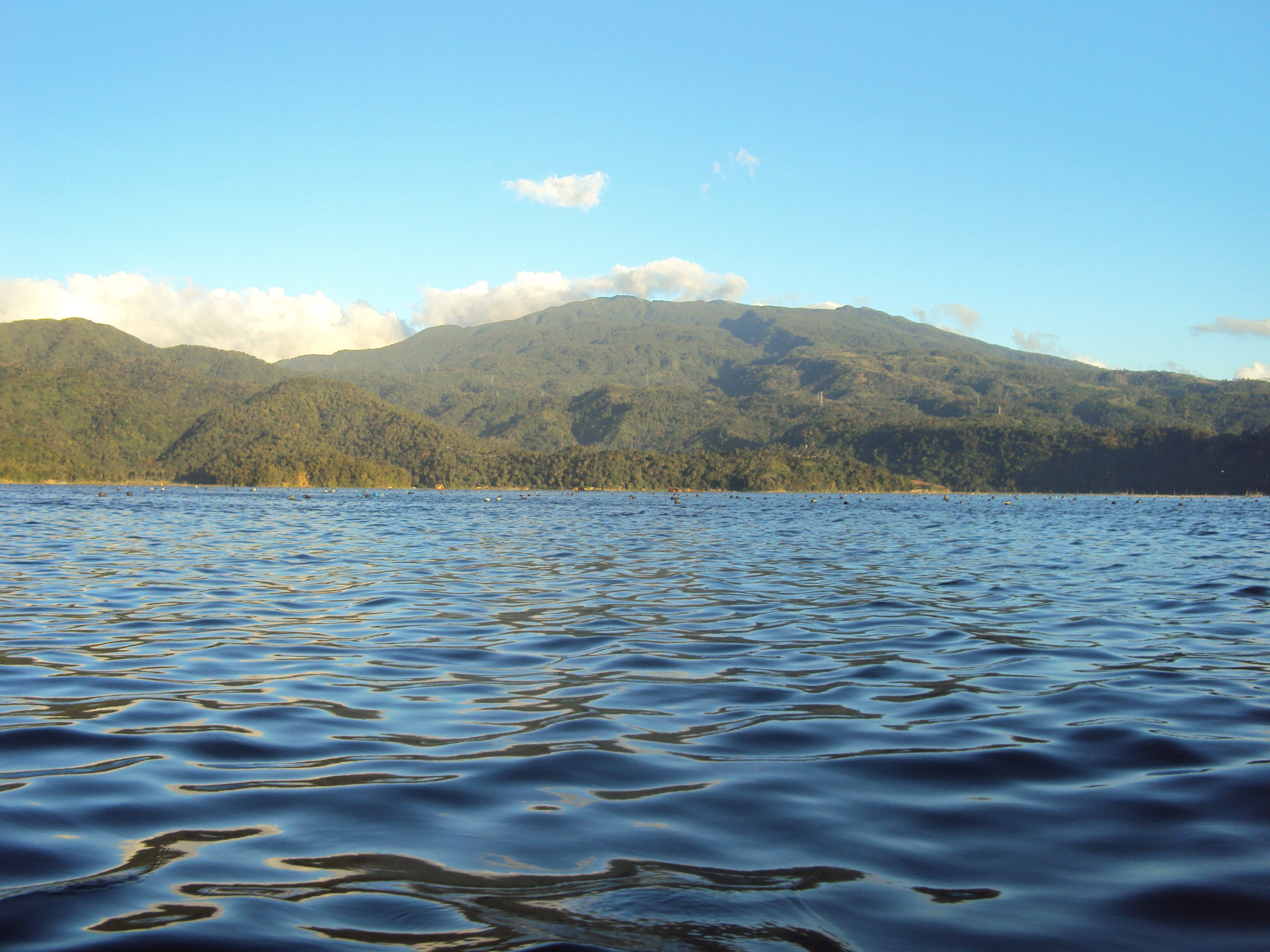
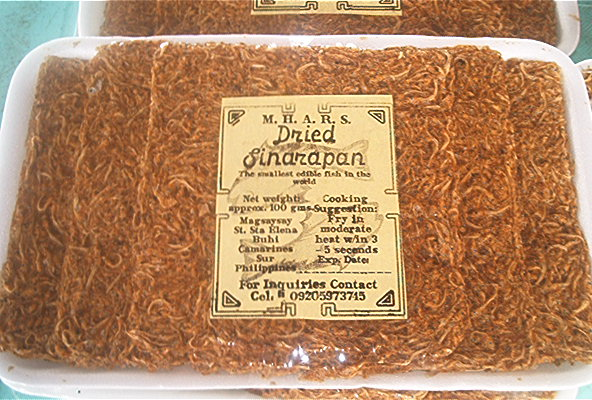
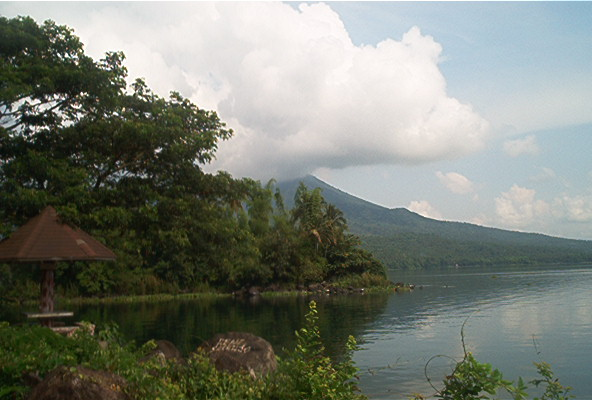

## Barangayer
Buhi är indelat i 38 barangayer.
| - Antipolo - Burocbusoc - Cabatuan - Cagmaslog - Amlongan (Del Rosario) - De La Fe - Divino Rostro - Ipil (Fatima) - Gabas - Ibayugan - Igbac - Iraya (Del Rosario) - Labawon (Santa Teresita) | - Delos Angeles (Los Angeles) - Monte Calvario - Namurabod - Sagrada Familia - Salvacion - San Antonio - San Buenaventura (Pob.) - San Francisco (Parada) - San Isidro - San Jose Baybayon - San Jose Salay - Macaangay - San Pascual (Pob.) | - San Pedro (Pob.) - San Rafael - San Ramon - San Roque (Pob.) - San Vicente - Santa Clara (Pob.) - Santa Cruz - Santa Elena (Pob.) - Santa Isabel - Santa Justina - Lourdes (Santa Lourdes) - Tambo |